# Choču v tjur'mu
Choču v tjur'mu (Хочу в тюрьму) è un film del 1998 diretto da Alla Surikova.

## Trama
Un disastro ha colpito lo sviluppatore e designer dei fantastici "Zaporozhets". Con il suo aiuto, una banca è stata rapinata e lui è stato mandato in una prigione olandese, poiché lì le prigioni sono migliori di quelle russe.